# Keen Records
Pour les articles homonymes, voir Keen.
Keen Records est un label discographique indépendant américain, anciennement basé à Los Angeles, en Californie.

## Histoire
Le label est fondé en avril 1957 à Los Angeles par John et Alex Siamas. Ils bénéficient au départ du concours de Bob Keane, qui quitte rapidement l'entreprise, et de Robert « Bumps » Blackwell fin 1957. Keen Records a notamment produit Sam Cooke (1931–1964) et Johnny « Guitar » Watson (1935–1996).